# Georgios Papanicolaou
Pour les articles homonymes, voir George Papanicolaou (mathématicien).
Geórgios Nikoláou Papanikoláou (grec moderne : Γεώργιος Νικολάου Παπανικολάου), connu à l’étranger sous le nom de Georges Nicholas Papanicolaou (né le 13 mai 1883 à Kymi sur l'île d'Eubée, en Grèce, et mort le 19 février 1962 à Miami) est un pionnier en cytologie et en détection précoce du cancer. 

## Biographie
Il a étudié à l'université d'Athènes où il a reçu son diplôme de médecin en 1904. Six ans après, il obtient son doctorat de l'université de Munich, Allemagne. 
En 1913, il émigre aux États-Unis afin de travailler dans le département de pathologie de l'hôpital de New York et dans le département d'anatomie de l’école de médecine de l'université Cornell. Lors d'un colloque en 1928 il fait un exposé sur la possibilité du diagnostic du cancer du col utérin au moyen d'un frottis vaginal. Mais, faute d'avoir pu alors reposer sur un nombre de cas suffisants, son travail n'a pas été apprécié à sa juste valeur. 
Avec Herbert Frederik Traut, il publie en 1943 The Diagnosis of Uterine Cancer by the Vaginal Smear  puis en 1944 Diagnostic Value of Vaginal Smears in Carcinoma of the Uterus.  Le test Pap connaît alors immédiatement un grand développement.
Il est l’inventeur du test Pap (coloration de Papanicolaou), qui est employé dans le monde entier pour la détection et la prévention du cancer et d'autres troubles cellulaires du système reproducteur féminin. 
Papanicolaou a reçu le prestigieux prix international Albert-Lasker.
Il est mort d'une coronarite.